# Associazione Calcio Udinese 1967-1968
Questa voce raccoglie le informazioni riguardanti l'Associazione Calcio Udinese nelle competizioni ufficiali della stagione 1967-1968.

## Stagione
Nella stagione 1967-1968 l'Udinese disputa il girone A del campionato di Serie C, con 46 punti in classifica si piazza in quarta posizione. Il torneo è stato vinto nettamente dal Como con 57 punti davanti al Piacenza con 50 punti, la squadra lariana sale in Serie B. Retrocedono il Pavia, il Bolzano e la Mestrina.
La squadra bianconera disputa un discreto campionato, con 56 reti è la più prolifica del torneo con la Pro Patria, Giorgio Blasig con 17 reti si piazza al secondo posto nella classifica dei marcatori del girone A vinta da Camillo Baffi della Pro Patria con 20 reti, in doppia cifra anche Bruno Mantellato con 12 reti, buono anche il contributo realizzativo di Enrico Muzzio con 9 centri. Tallone d'Achille dei friulani in questa stagione è stato il non aver sfruttato a dovere il fattore interno, pesano le sei sconfitte subite al Moretti, è stata l'unica squadra a perdere più partite in casa che fuori casa. Comunque onorevole il quarto posto finale, che lascia nei tifosi friulani un po' di amaro in bocca.

## Rosa
| N. |                   | Ruolo | Calciatore           |
| -- | ----------------- | ----- | -------------------- |
|    | Italia (bandiera) | C     | Osvaldo Bagnoli      |
|    | Italia (bandiera) | A     | Giorgio Blasig       |
|    | Italia (bandiera) | D     | Vittorio Caporale    |
|    | Italia (bandiera) | P     | Roberto Casazza      |
|    | Italia (bandiera) | C     | Franco De Cecco      |
|    | Italia (bandiera) | C     | Paolo Degl'Innocenti |
|    | Italia (bandiera) | D     | Claudio Del Pin      |
|    | Italia (bandiera) | C     | Ermanno Del Zotto    |
|    | Italia (bandiera) | D     | Adriano Fedele       |
|    | Italia (bandiera) | C     | Walter Franzot       |
|    | Italia (bandiera) | A     | Giovanni Galeone     |

| N. |                   | Ruolo | Calciatore         |
| -- | ----------------- | ----- | ------------------ |
|    | Italia (bandiera) | A     | Luciano Giulio     |
|    | Italia (bandiera) | C     | Roberto Manganotto |
|    | Italia (bandiera) | A     | Bruno Mantellato   |
|    | Italia (bandiera) | A     | Gianfranco Momesso |
|    | Italia (bandiera) | A     | Enrico Muzzio      |
|    | Italia (bandiera) | P     | Walter Pontel      |
|    | Italia (bandiera) | D     | Ido Sgrazzutti     |
|    | Italia (bandiera) | C     | Zambelli           |
|    | Italia (bandiera) | D     | Pietro Zampa       |
|    | Italia (bandiera) | C     | Giuliano Zoratti   |

## Risultati

### Campionato

#### Andata
| Arbitro: | Reggiani (Bologna) |

|                    |           |  |
| Bagnoli 59’ (rig.) | Marcatori |  |

| Arbitro: | Campanini (Finale Emilia) |

|            |           |                                      |
| Sironi 18’ | Marcatori | 28’ Muzzio 50’ Blasig 90’ Mantellato |

| Arbitro: | Stagnoli (Bologna) |

|                           |           |                 |
| Blasig 57’ Mantellato 89’ | Marcatori | 22’ Dalle Crode |

| Arbitro: | Mascali (Desenzano del Garda) |

|            |           |            |
| Perego 71’ | Marcatori | 38’ Blasig |

| Arbitro: | Ghetti (Modena) |

|             |           |                         |
| Galeone 61’ | Marcatori | 63’ Ridolfi 88’ Pedroni |

| Arbitro: | Treggiari (Roma) |

|  |           |            |
|  | Marcatori | 50’ Muzzio |

| Arbitro: | Beccaria (Lecco) |

|                                   |           |                        |
| De Cecco 5’ Muzzio 50’ Blasig 61’ | Marcatori | 63’ Busatta 69’ Bianco |

| Savona 5 novembre 1967 8ª giornata | Savona            | 0 – 0 | Udinese | Stadio Valerio Bacigalupo\| Arbitro: \| Pfiffner (Torino) \| |
| Arbitro:                           | Pfiffner (Torino) |       |         |                                                              |

| Arbitro: | Bellandi (Lucca) |

|             |           |                                 |
| Bagnoli 20’ | Marcatori | 17’ (rig.) Favari 76’ Facincani |

| Arbitro: | Panzino (Catanzaro) |

|           |           |  |
| Oliva 73’ | Marcatori |  |

| Arbitro: | Messinese (Taranto) |

|                    |           |  |
| Bagnoli 29’ (rig.) | Marcatori |  |

| Arbitro: | Gialluisi (Barletta) |

|              |           |                        |
| Lojacono 31’ | Marcatori | 47’ Galeone 90’ Muzzio |

| Arbitro: | Serafino (Roma) |

|                        |           |             |
| Blasig 11’ Galeone 16’ | Marcatori | 2’ Margnini |

| Arbitro: | Campanini (Finale Emilia) |

|             |           |            |
| Vannini 35’ | Marcatori | 18’ Blasig |

| Arbitro: | Trinchieri (Reggio Emilia) |

|                                   |           |                              |
| Veneri 19’ Lombardi 66’ Manni 79’ | Marcatori | 36’ Muzzio 73’ (rig.) Blasig |

| Arbitro: | Longi (Livorno) |

|                                                        |           |                |
| Mantellato 2’, 55’ Muzzio 48’ Del Zotto 72’ Blasig 85’ | Marcatori | 76’ Pochissimo |

| Arbitro: | Trono (Torino) |

|  |           |                           |
|  | Marcatori | 75’ Mantellato 77’ Blasig |

| Arbitro: | Gastaldi (Pavia) |

|             |           |              |
| Galeone 58’ | Marcatori | 36’ Cugnolio |

| Arbitro: | Ciulli (Roma) |

|                      |           |                |
| Mentani 51’ Tomy 80’ | Marcatori | 50’ Mantellato |

#### Ritorno
| Arbitro: | Calì (Roma) |

|                |           |                   |
| Zucchinali 80’ | Marcatori | 77’, 85’ De Cecco |

| Arbitro: | Levrero (Genova) |

|  |           |              |
|  | Marcatori | 85’ Cattaneo |

| Solbiate Arno 18 febbraio 1968 22ª giornata | Solbiatese     | 0 – 0 | Udinese | Stadio Felice Chinetti (1.000 spett.)\| Arbitro: \| Vitullo (Roma) \| |
| Arbitro:                                    | Vitullo (Roma) |       |         |                                                                       |

| Arbitro: | Trinchieri (Reggio Emilia) |

|                                                  |           |  |
| Mantellato 3’, 20’ Blasig 7’ (rig.) De Cecco 78’ | Marcatori |  |

| Arbitro: | Panzino (Catanzaro) |

|           |           |                            |
| Scala 56’ | Marcatori | 24’, 41’ Muzzio 51’ Blasig |

| Arbitro: | Magnani (Firenze) |

|            |           |  |
| Muzzio 48’ | Marcatori |  |

| Arbitro: | Giola (Pisa) |

|  |           |            |
|  | Marcatori | 54’ Blasig |

| Arbitro: | Mascali (Desenzano del Garda) |

|              |           |                                 |
| De Cecco 48’ | Marcatori | 3’ (aut.) Sgrazzutti 70’ Furino |

| Arbitro: | Gussoni (Tradate) |

|           |           |  |
| Cattai 3’ | Marcatori |  |

| Arbitro: | Pontini (Ferrara) |

|                           |           |  |
| Mantellato 1’ Bagnoli 84’ | Marcatori |  |

| Valdagno 15 aprile 1968 30ª giornata | Marzotto Valdagno | 0 – 0 | Udinese | Stadio dei Fiori\| Arbitro: \| Fuschi (Pescara) \| |
| Arbitro:                             | Fuschi (Pescara)  |       |         |                                                    |

| Arbitro: | Boccia (Bari) |

|  |           |                 |
|  | Marcatori | 12’ Di Giovanni |

| Arbitro: | Messinese (Taranto) |

|                |           |  |
| Migliorati 76’ | Marcatori |  |

| Arbitro: | Magnani (firenze) |

|            |           |                    |
| Giulio 74’ | Marcatori | 84’, 88’ Cazzaniga |

| Arbitro: | Cimma (Biella) |

|                                                                           |           |                     |
| Blasig 45’ (rig.), 77’ (rig.) Mantellato 69’ Josio 70’ (aut.) Galeone 81’ | Marcatori | 88’ (rig.) Paganini |

| Arbitro: | D'Amico (Loreto) |

|  |           |            |
|  | Marcatori | 89’ Blasig |

| Arbitro: | Sgherri (Grosseto) |

|                                                 |           |                                       |
| Blasig 3’, 46’ Caporale 50’ Mantellato 70’, 80’ | Marcatori | 43’ (rig.) Baccari 78’, 82’ Ciclitira |

| Biella 16 giugno 1968 37ª giornata | Biellese          | 0 – 0 | Udinese | Stadio Lamarmora\| Arbitro: \| Lavetti (Bergamo) \| |
| Arbitro:                           | Lavetti (Bergamo) |       |         |                                                     |

| Udine 23 giugno 1968 38ª giornata | Udinese          | 0 – 0 | Legnano | Stadio Moretti\| Arbitro: \| Scolari (Verona) \| |
| Arbitro:                          | Scolari (Verona) |       |         |                                                  |